# Elecciones al Parlamento de Cataluña de 1992
El domingo 15 de marzo de 1992 tuvieron lugar las cuartas elecciones al Parlamento de Cataluña tras la instauración de la democracia en España, y el restablecimiento de la Generalidad de Cataluña en 1977. Fueron convocadas a votar 4.839.071 personas mayores de 18 años y con derecho a voto en Cataluña. Las elecciones sirvieron para escoger a los 135 parlamentarios de la segunda legislatura democrática. Acudieron a votar 2.655.051 personas, lo que dio una participación del 54,87 por ciento, cinco puntos por debajo de la participación de cuatro años antes. 
Las elecciones fueron anticipadas más de tres meses debido a los Juegos Olímpicos de Barcelona 1992. Originalmente se había previsto su celebración el domingo 28 de junio de 1992.
El partido más votado fue, por cuarta vez consecutiva, Convergència i Unió que, con 1.221.233 votos (un 46.19 por ciento), obtuvo 70 escaños, 1 más que en las anteriores elecciones, y 30 más que la segunda fuerza política, el Partit dels Socialistes de Catalunya, lo que volvió a dar a CiU la mayoría absoluta por tercera vez consecutiva.
Tras la formación del Parlamento de Cataluña, el candidato de Convergència i Unió, Jordi Pujol, fue investido Presidente de la Generalidad de Cataluña, por cuarta vez consecutiva.

## Resultados
| ← Elecciones al Parlamento de Cataluña de 1992 → |                                                                 |                         |           |       |         |      |
| Presidente y gobierno | Partido                                                         | Candidato               | Votos     | %     | Escaños | +/-  |
| - Presidente: Jordi Pujol - Gobierno: CiU - Censo: 4.839.071 - Votantes: 2.655.051 (54,87%) - Abstención: 2.184.020 (45,13%) - Válidos: 2.643.910 (99,58%) - A candidatura: 2.612.818 (98,41%) - Escaños: 135 | Convergència i Unió (CiU)                                       | Jordi Pujol             | 1.221.233 | 46,74 | 70a     | +1   |
| - Presidente: Jordi Pujol - Gobierno: CiU - Censo: 4.839.071 - Votantes: 2.655.051 (54,87%) - Abstención: 2.184.020 (45,13%) - Válidos: 2.643.910 (99,58%) - A candidatura: 2.612.818 (98,41%) - Escaños: 135 | Partit dels Socialistes de Catalunya (PSC-PSOE)                 | Raimon Obiols           | 728.311   | 27,87 | 40      | -2   |
| - Presidente: Jordi Pujol - Gobierno: CiU - Censo: 4.839.071 - Votantes: 2.655.051 (54,87%) - Abstención: 2.184.020 (45,13%) - Válidos: 2.643.910 (99,58%) - A candidatura: 2.612.818 (98,41%) - Escaños: 135 | Esquerra Republicana de Catalunya (ERC)                         | Àngel Colom             | 210.366   | 8,05  | 11      | +5   |
| - Presidente: Jordi Pujol - Gobierno: CiU - Censo: 4.839.071 - Votantes: 2.655.051 (54,87%) - Abstención: 2.184.020 (45,13%) - Válidos: 2.643.910 (99,58%) - A candidatura: 2.612.818 (98,41%) - Escaños: 135 | Iniciativa per Catalunya (IC)                                   | Rafael Ribó             | 171.794   | 6,58  | 7b      | -2   |
| - Presidente: Jordi Pujol - Gobierno: CiU - Censo: 4.839.071 - Votantes: 2.655.051 (54,87%) - Abstención: 2.184.020 (45,13%) - Válidos: 2.643.910 (99,58%) - A candidatura: 2.612.818 (98,41%) - Escaños: 135 | Partit Popular (PP)                                             | Alejo Vidal-Quadras     | 157.772   | 6,04  | 7       | +1 c |
| - Presidente: Jordi Pujol - Gobierno: CiU - Censo: 4.839.071 - Votantes: 2.655.051 (54,87%) - Abstención: 2.184.020 (45,13%) - Válidos: 2.643.910 (99,58%) - A candidatura: 2.612.818 (98,41%) - Escaños: 135 | Centre Democràtic i Social (CDS)                                | Teresa Sandoval         | 24.033    | 0,92  | 0       | -3   |
| - Presidente: Jordi Pujol - Gobierno: CiU - Censo: 4.839.071 - Votantes: 2.655.051 (54,87%) - Abstención: 2.184.020 (45,13%) - Válidos: 2.643.910 (99,58%) - A candidatura: 2.612.818 (98,41%) - Escaños: 135 | Partit dels Comunistes de Catalunya (PCC)                       | Marià Pere              | 22.181    | 0,85  | 0       |      |
| - Presidente: Jordi Pujol - Gobierno: CiU - Censo: 4.839.071 - Votantes: 2.655.051 (54,87%) - Abstención: 2.184.020 (45,13%) - Válidos: 2.643.910 (99,58%) - A candidatura: 2.612.818 (98,41%) - Escaños: 135 | Els Verds-Unió Verda (EV-UVE)                                   | Josep Lluís Freijó      | 14.041    | 0,54  | 0       |      |
| - Presidente: Jordi Pujol - Gobierno: CiU - Censo: 4.839.071 - Votantes: 2.655.051 (54,87%) - Abstención: 2.184.020 (45,13%) - Válidos: 2.643.910 (99,58%) - A candidatura: 2.612.818 (98,41%) - Escaños: 135 | Agrupación Ruiz-Mateos (Alianza Democrática Europea) (ARM(ADE)) | Esteban González Rovira | 13.067    | 0,50  | 0       |      |
| - Presidente: Jordi Pujol - Gobierno: CiU - Censo: 4.839.071 - Votantes: 2.655.051 (54,87%) - Abstención: 2.184.020 (45,13%) - Válidos: 2.643.910 (99,58%) - A candidatura: 2.612.818 (98,41%) - Escaños: 135 | Alternativa Verda-Moviment d'Esquerra Nacionalista (AV-MEN)     | Josep Puig i Boix       | 10.323    | 0,40  | 0       |      |
| - Presidente: Jordi Pujol - Gobierno: CiU - Censo: 4.839.071 - Votantes: 2.655.051 (54,87%) - Abstención: 2.184.020 (45,13%) - Válidos: 2.643.910 (99,58%) - A candidatura: 2.612.818 (98,41%) - Escaños: 135 | Partido Socialista de los Trabajadores (PST)                    | Esther del Alcázar      | 10.270    | 0,39  | 0       |      |
| - Presidente: Jordi Pujol - Gobierno: CiU - Censo: 4.839.071 - Votantes: 2.655.051 (54,87%) - Abstención: 2.184.020 (45,13%) - Válidos: 2.643.910 (99,58%) - A candidatura: 2.612.818 (98,41%) - Escaños: 135 | Los Ecologistas (LE)                                            | Yolanda Álvarez         | 9.879     | 0,38  | 0       |      |
| - Presidente: Jordi Pujol - Gobierno: CiU - Censo: 4.839.071 - Votantes: 2.655.051 (54,87%) - Abstención: 2.184.020 (45,13%) - Válidos: 2.643.910 (99,58%) - A candidatura: 2.612.818 (98,41%) - Escaños: 135 | Partit Ecologista de Catalunya-Verde (PEC-Verdes)               |                         | 7.786     | 0,30  | 0       |      |
| - Presidente: Jordi Pujol - Gobierno: CiU - Censo: 4.839.071 - Votantes: 2.655.051 (54,87%) - Abstención: 2.184.020 (45,13%) - Válidos: 2.643.910 (99,58%) - A candidatura: 2.612.818 (98,41%) - Escaños: 135 | Catalunya Lliure (CLl)                                          |                         | 5.241     | 0,20  | 0       |      |
| - Presidente: Jordi Pujol - Gobierno: CiU - Censo: 4.839.071 - Votantes: 2.655.051 (54,87%) - Abstención: 2.184.020 (45,13%) - Válidos: 2.643.910 (99,58%) - A candidatura: 2.612.818 (98,41%) - Escaños: 135 | Unificació Comunista d'Espanya (UCE)                            |                         | 3.358     | 0,13  | 0       |      |
| - Presidente: Jordi Pujol - Gobierno: CiU - Censo: 4.839.071 - Votantes: 2.655.051 (54,87%) - Abstención: 2.184.020 (45,13%) - Válidos: 2.643.910 (99,58%) - A candidatura: 2.612.818 (98,41%) - Escaños: 135 | Partido Obrero Revolucionario de España (PORE)                  |                         | 2.258     | 0,09  | 0       |      |
| - Presidente: Jordi Pujol - Gobierno: CiU - Censo: 4.839.071 - Votantes: 2.655.051 (54,87%) - Abstención: 2.184.020 (45,13%) - Válidos: 2.643.910 (99,58%) - A candidatura: 2.612.818 (98,41%) - Escaños: 135 | Coalició Socialistes Independients (SI)                         |                         | 2.080     | 0,08  | 0       |      |
| - Presidente: Jordi Pujol - Gobierno: CiU - Censo: 4.839.071 - Votantes: 2.655.051 (54,87%) - Abstención: 2.184.020 (45,13%) - Válidos: 2.643.910 (99,58%) - A candidatura: 2.612.818 (98,41%) - Escaños: 135 | Partit Humanista de Catalunya (PHC)                             |                         | 1.752     | 0,07  | 0       |      |
| - Presidente: Jordi Pujol - Gobierno: CiU - Censo: 4.839.071 - Votantes: 2.655.051 (54,87%) - Abstención: 2.184.020 (45,13%) - Válidos: 2.643.910 (99,58%) - A candidatura: 2.612.818 (98,41%) - Escaños: 135 | Joventut Republicana de Lleida (JRLl)                           |                         | 431       | 0,02  | 0       |      |
| - Presidente: Jordi Pujol - Gobierno: CiU - Censo: 4.839.071 - Votantes: 2.655.051 (54,87%) - Abstención: 2.184.020 (45,13%) - Válidos: 2.643.910 (99,58%) - A candidatura: 2.612.818 (98,41%) - Escaños: 135 | En blanco                                                       |                         | 31.092    | 1,17  | N/A     | N/A  |
| - Presidente: Jordi Pujol - Gobierno: CiU - Censo: 4.839.071 - Votantes: 2.655.051 (54,87%) - Abstención: 2.184.020 (45,13%) - Válidos: 2.643.910 (99,58%) - A candidatura: 2.612.818 (98,41%) - Escaños: 135 | Nulos                                                           |                         | 11.141    | 0,42  | N/A     | N/A  |

a De ellos 54 de CDC y 16 de UDC.

b De ellos 6 del PSUC y 1 de ENE.

c Respecto a AP en 1988.

### Investidura del presidente de la Generalidad
La votación de investidura del presidente de la Generalidad en el Parlament tuvo el siguiente resultado:
| Candidato         | Fecha                                                   | Voto       |    |    |    |   |   | Total  |
| ----------------- | ------------------------------------------------------- | ---------- | -- | -- | -- | - | - | ------ |
| Jordi Pujol (CiU) | 9 de abril de 1992 Mayoría requerida: Absoluta (68/135) | Sí         | 70 |    |    |   |   | 70/135 |
| Jordi Pujol (CiU) | 9 de abril de 1992 Mayoría requerida: Absoluta (68/135) | No         |    | 40 | 11 | 7 |   | 58/135 |
| Jordi Pujol (CiU) | 9 de abril de 1992 Mayoría requerida: Absoluta (68/135) | Abstención |    |    |    |   | 7 | 7/135  |